# صائدو الأشباح (فلم 2016)
صائدو الأشباح (بالإنجليزية: Ghostbusters) هو فيلم خيال علمي وفانتازيا كوميدي أمريكي صدر في التاسع من يوليو 2016، تلقى الفيلم مراجعات إيجابية من النقاد. من بطولة ميليسا مكارثي، كريستين ويج، كيت مكينون، ليسلي جونس، تشارلز دانس، مايكل كينيث ويليامز وكريس هيمسوورث

## وصلات خاجبة
- الموقع الرسمي
- صائدو الأشباح على موقع IMDb (الإنجليزية)
- صائدو الأشباح على موقع ميتاكريتيك (الإنجليزية)
- صائدو الأشباح على موقع روتن توميتوز (الإنجليزية)
- صائدو الأشباح على موقع نتفليكس (الإنجليزية)
- صائدو الأشباح على موقع قاعدة بيانات الأفلام العربية
- صائدو الأشباح على موقع ألو سيني (الفرنسية)
- صائدو الأشباح على موقع Turner Classic Movies (الإنجليزية)
- صائدو الأشباح على موقع أول موفي (الإنجليزية)
- صائدو الأشباح على موقع بوكس أوفيس موجو (الإنجليزية)
- صائدو الأشباح على موقع فيلمافينيتي (الإسبانية)